# Moscou-Nova York
Moscou-Nova York (títol original: Moscow on the Hudson) és una pel·lícula estatunidenca de 1984, escrita i dirigida per Paul Mazursky. Protagonitzada per Robin Williams com un músic de circ de la Rússia soviètica que deserta durant una visita als Estats Units, la pel·lícula inclou a María Conchita Alonso (en el seu debut), Elya Baskin com un pallasso de circ, Savely Kramarov com un de dos apparatchiks del KGB, Alejandro Rei com a advocat de migració, i Cleavant Derricks com el seu primer amic americà.
Segons el director Mazursky, la pel·lícula està inspirada en el seu avi que va emigrar des d'Ucraïna als EUA 80 anys abans de la pel·lícula, i a manera d'homenatge a la immigració russa als Estats Units.
Ha estat doblada al català.

## Argument
El saxofonista rus soviètic, Vladimir Ivanoff (Robin Williams), escapa de la URSS amb destinació als Estats Units, on aconsegueix asil. Vladimir s'instal·la a Nova York, al Harlem, en el apartament de Lionel Witherspoon (Cleavant Derricks). Allà coneix una atractiva italiana, Lucia Lombardo (María Conchita Alonso), i un advocat cubà, Orlando Ramírez (Alejandro Rey). Vladimir experimentarà els problemes dels immigrants en terres estranyes, però aprendrà també a apreciar el seu nou país.

## Repartiment
- Robin Williams : Vladimir Ivanov
- María Conchita Alonso : Lucia Lombardo
- Cleavant Derricks : Lionel Witherspoon
- Alejandro Rey : Orlando Ramirez
- Saveli Kramarov : Boris
- Elya Baskin : Anatoly
- Oleg Rudnik : Yury
- Aleksandr Benyaminov : avi de Vladimir
- Lyudmila Kramarevskaya : mare de Vladimir
- Ivo Vrzal-Wiegand : pare de Vladimir
- Natalya Ivanova : Sasha
- [Tiger Haynes ] : avi de Lionel
- Eyde Byrde : mare de Lionel
- Robert MacBeth : sogre de Lionel
- Donna Ingram-Young : Leanne
- Olga Talyn : Svetlana
- Aleksandr Narodetsky : Leonid
- Pierre Orcel : Jove francès * Stephanie Cotsirilos : Veronica Cohen
- Frederick Strother : Bill

## Nominacions
- Globus d'Or al millor actor musical o còmic per Robin Williams

## Rebuda
La pel·lícula va obtenir ressenyes favorables durant la seva exhibició als  cinemes, i va tenir un èxit moderat en taquilla, venent 25 milions de dòlars. Actualment té un 89% a Rotten Tomatoes.